# حفل توزيع جوائز الأوسكار السادس والثمانون
حفل توزيع جوائز الأوسكار السادس والثمانون (بالإنجليزية: 86th Academy Awards) هو حدث نظمته أكاديمية فنون وعلوم الصور المتحركة لتكريم أفضل الأفلام لسنة 2013. أقيم الحفل بتاريخ 2 مارس، 2014 في مسرح دولبي في هوليوود، لوس أنجلوس. وبث على قناة ABC الأمريكية، وقدمته الكوميدية ألين دي جينيريس للمرة الثانية، حيث قدمت الحفل لأول مرة في 2007.

## قائمة الأفلام المرشحة

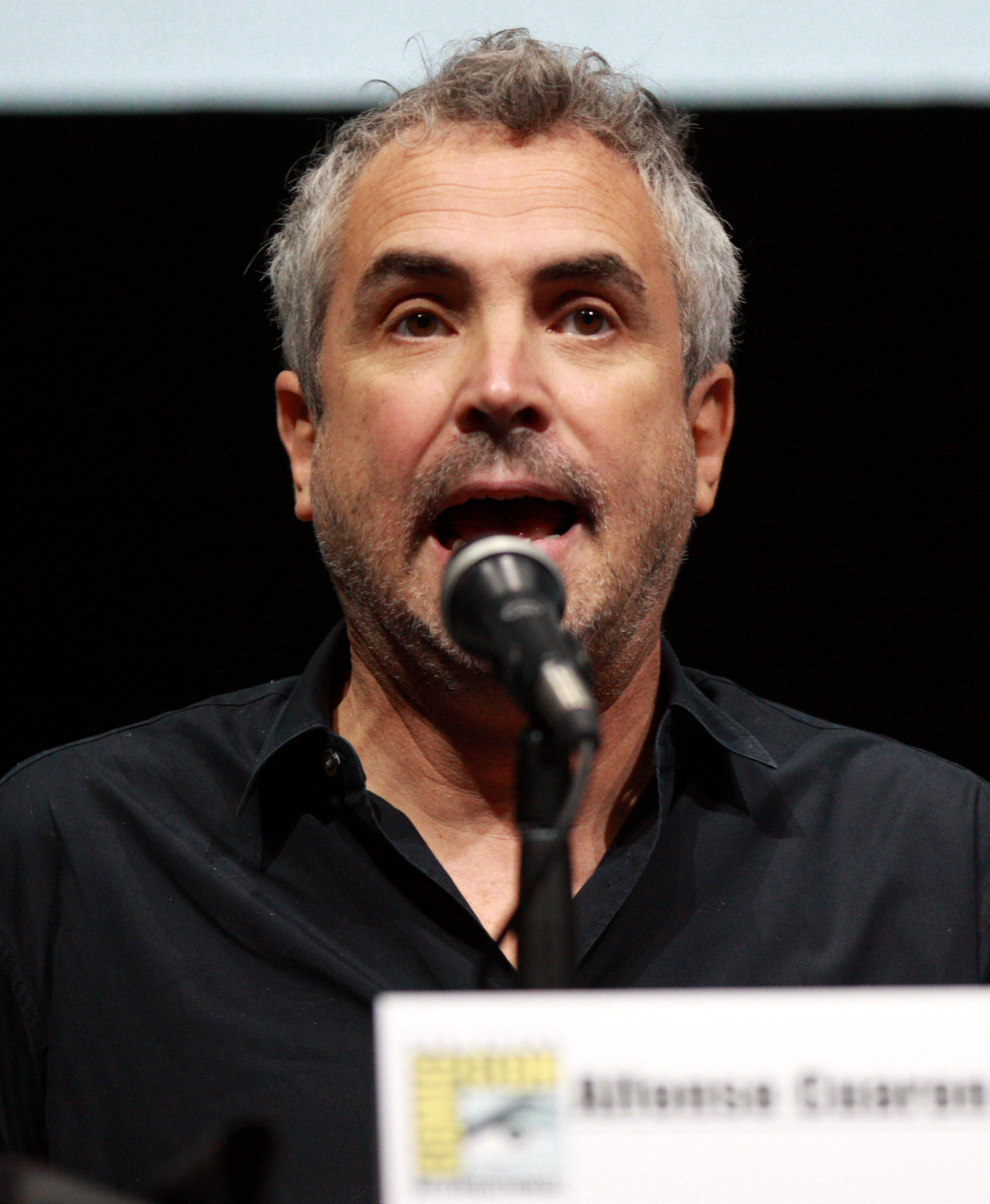
ألفونسو كوارون، الفائز بجائزة أفضل مخرج.

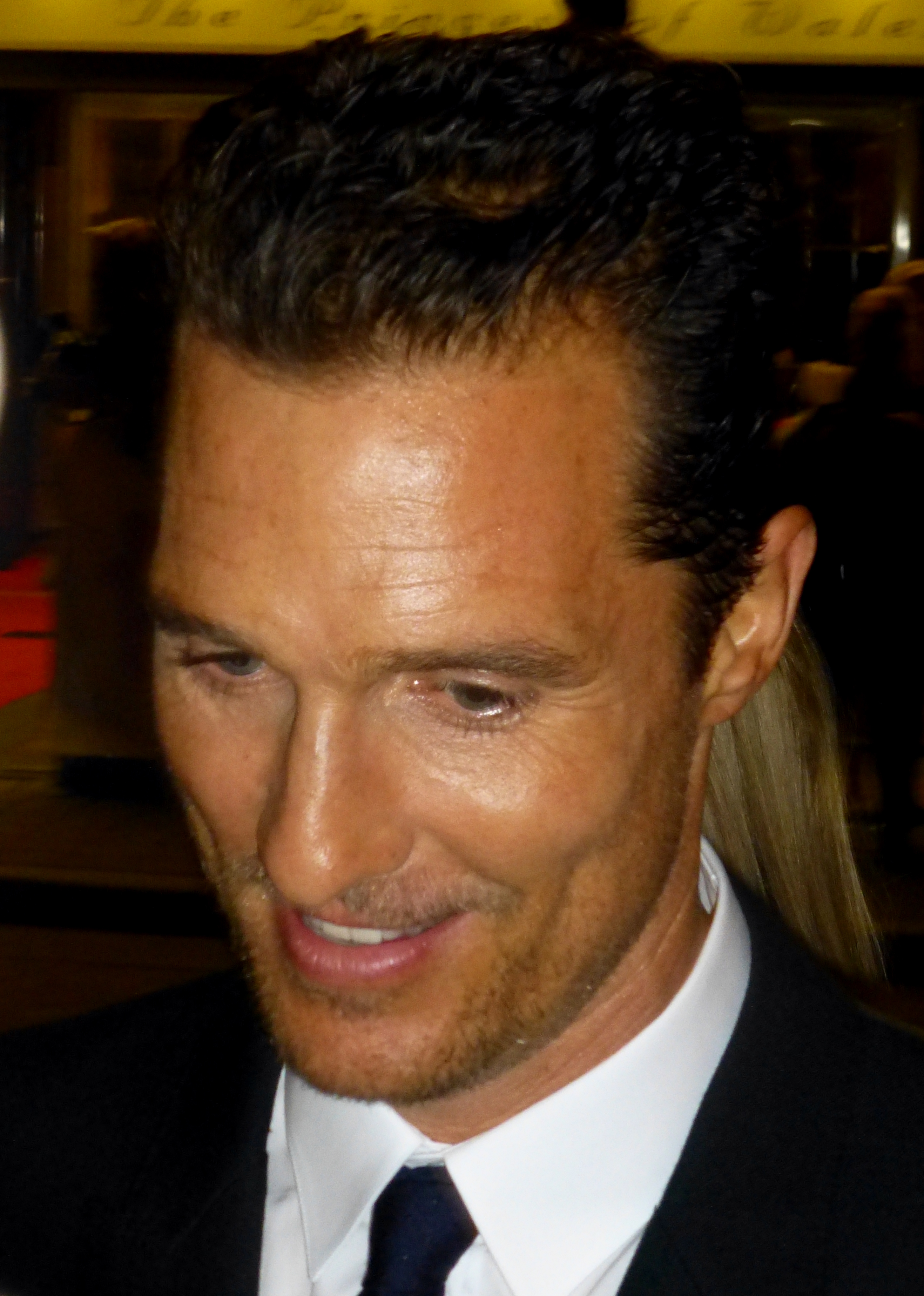
ماثيو ماكونهيالفائز بجائزة أفضل ممثل.

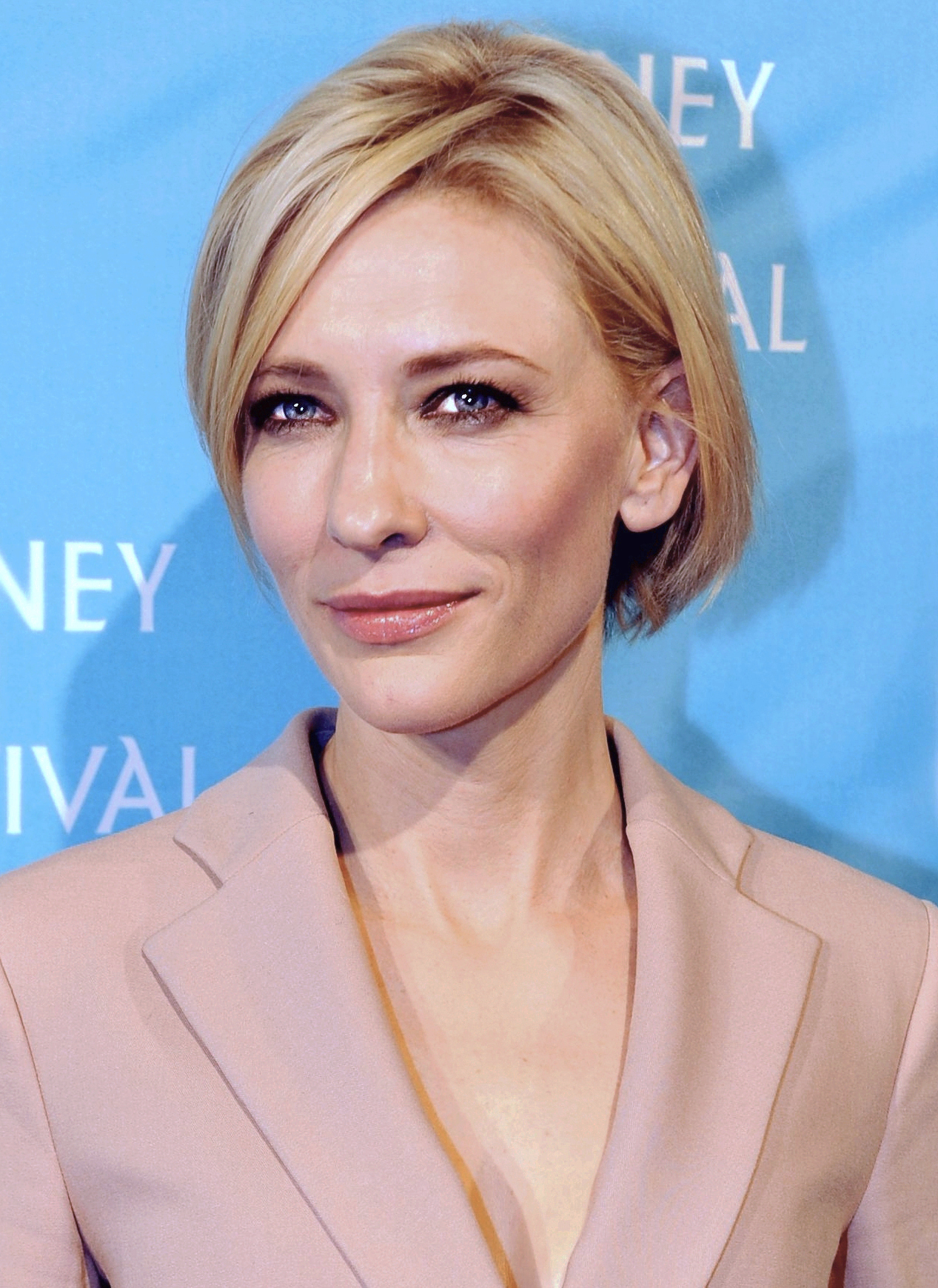
كيت بلانشيت، الفائزة بجائزة أفضل ممثلة

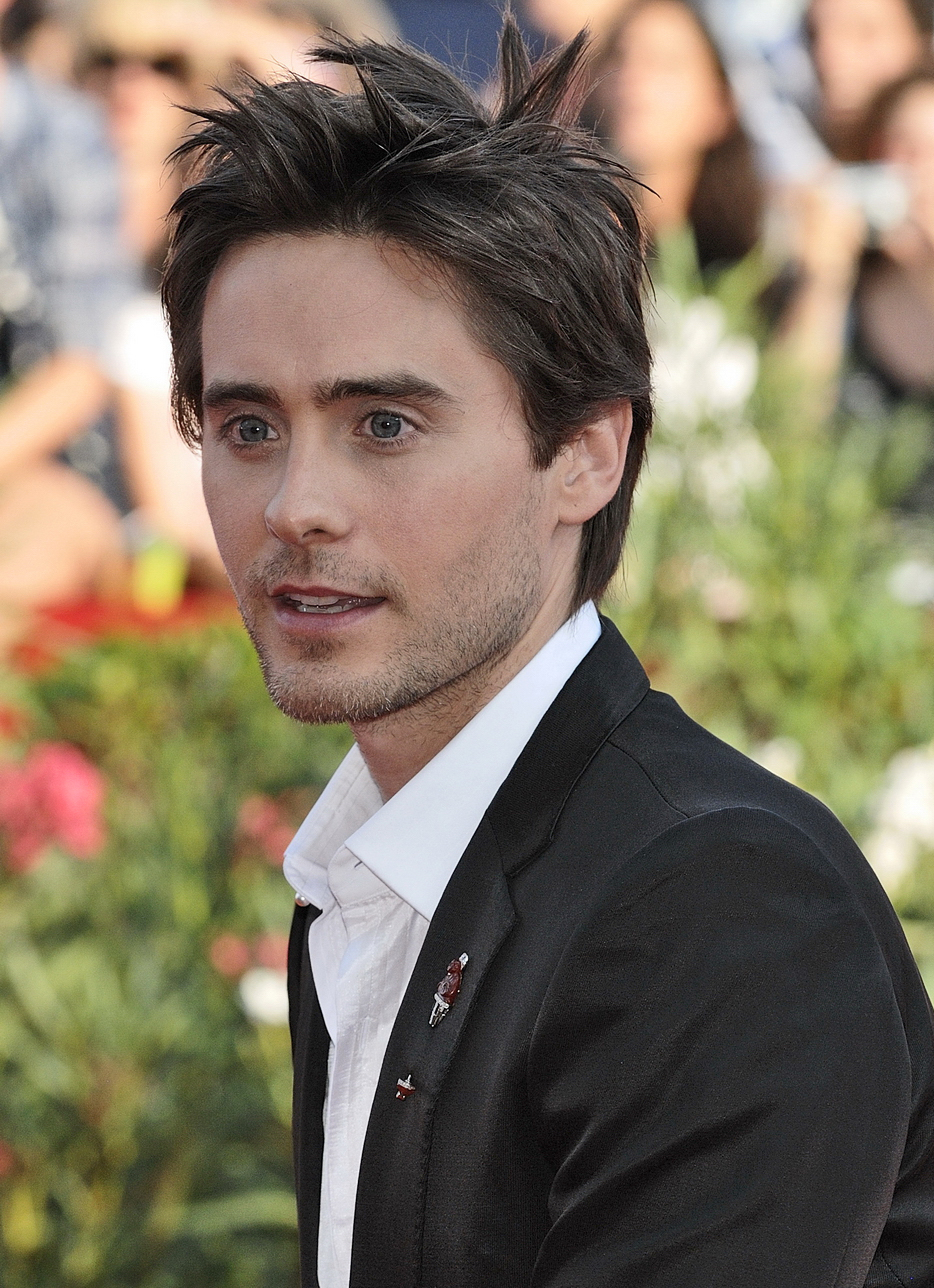
جاريد ليتو، الفائز بجائزة أفضل ممثل مساعد.

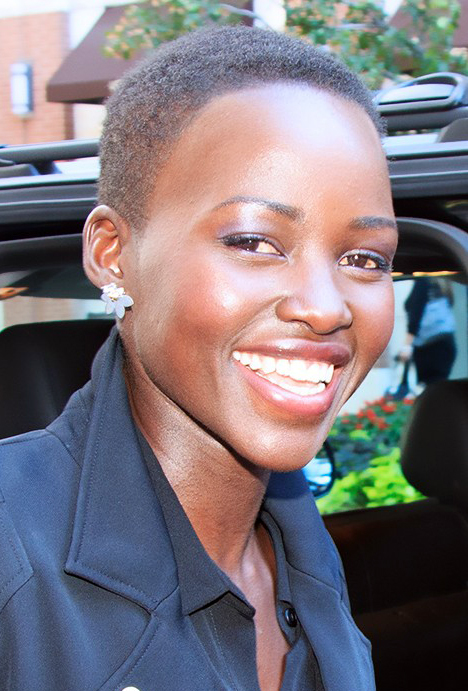
لوبيتا نيونقو، الفائزة بجائزة أفضل ممثلة مساعدة.

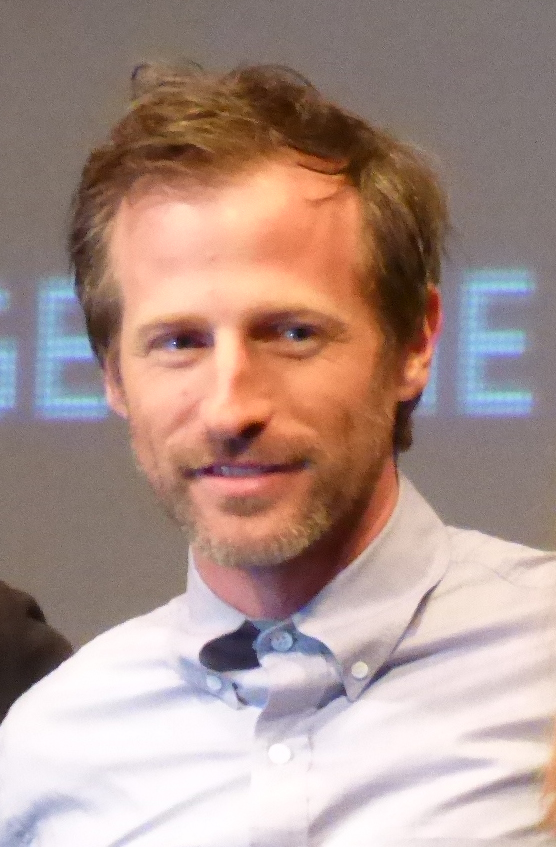
سبايك جونز، الفائز بجائزة أفضل كتابة لسيناريو أصلي.

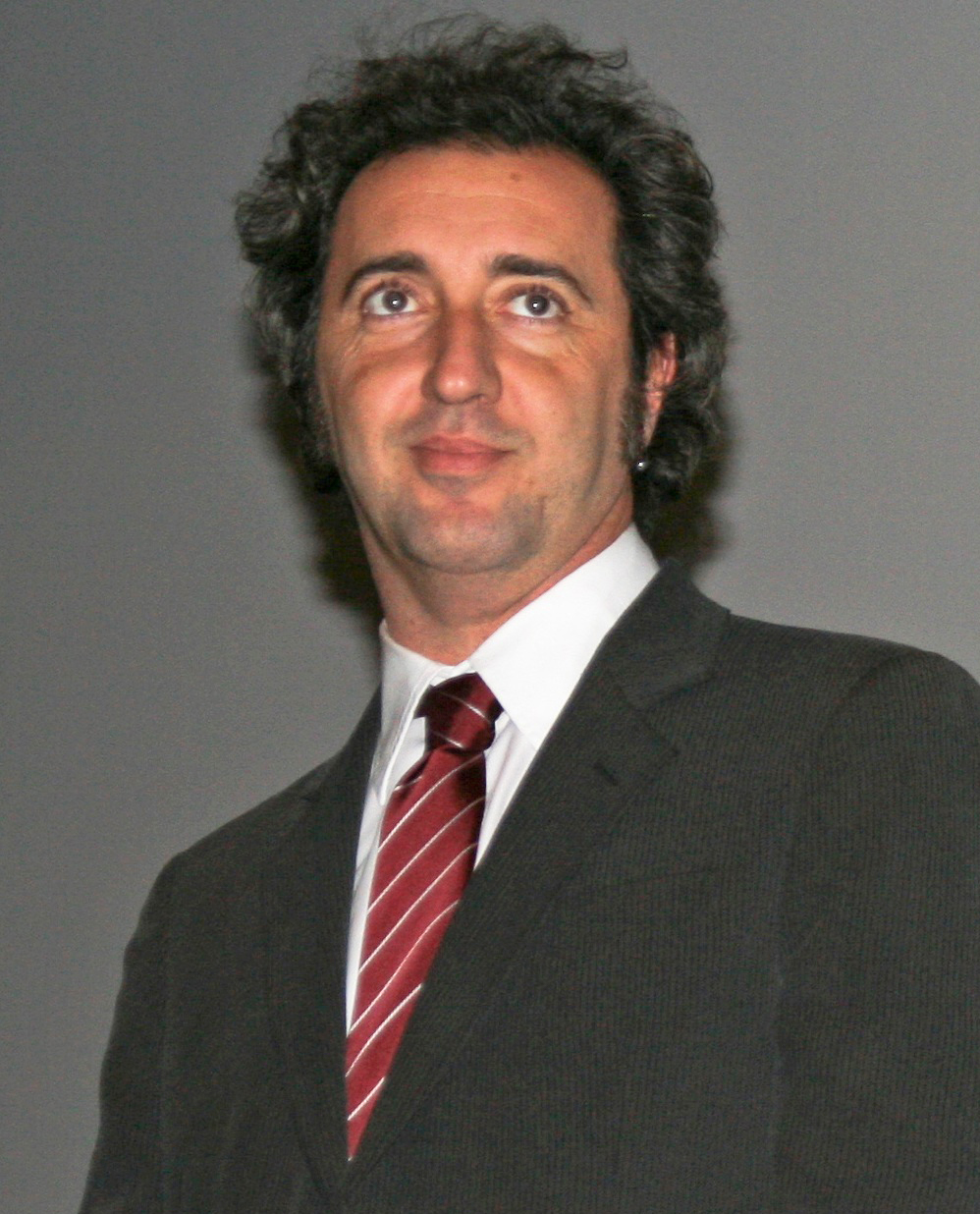
باولو سورنتينو، الفائز بجائزة أفضل فيلم بلغة أجنبية.

تم الإعلان عن قائمة المرشحين لحفل توزيع جوائز الأوسكار السادس والثمانون بتاريخ 16 يناير، 2014 في مسرح سامويل غولدين في بيفرلي هيلز، كاليفورنيا عبر شيريل بون ايزاك، رئيسة الأكاديمية وكريس هيمسوورث. تعادل كل من American Hustle وGravity في عدد الترشيحات بواقع 10 لكل منهما.
| أفضل فيلم | أفضل مخرج |                    |
| --- | --- | ------------------ |
| - 12 Years a Slave - American Hustle - Captain Phillips - Dallas Buyers Club - Gravity - Her - Nebraska - Philomena - The Wolf of Wall Street                                     | - ألفونسو كوارون – Gravity - ستيف ماكوين – 12 Years a Slave - الكسندر باين – Nebraska - ديفيد أو. راسيل – American Hustle - مارتن سكورسيزي – The Wolf of Wall Street                                                                                  |                    |
| أفضل ممثل | أفضل ممثلة |                    |
| - ماثيو ماكونهي – Dallas Buyers Club - كريستيان بيل – American Hustle - بروس ديرن – Nebraska - ليوناردو دي كابريو – The Wolf of Wall Street - شيواتال إيجيوفور – 12 Years a Slave | - كيت بلانشيت – Blue Jasmine - إيمي آدمز – American Hustle - ساندرا بولوك – Gravity - جودي دينش – Philomena - ميريل ستريب – August: Osage County |                    |
| أفضل ممثل مساعد | أفضل ممثلة مساعدة |                    |
| - جاريد ليتو – Dallas Buyers Club - باركاد عبدي – Captain Phillips - برادلي كوبر – American Hustle - مايكل فاسبندر – 12 Years a Slave - جونا هيل – The Wolf of Wall Street        | - لوبيتا نيونقو – 12 Years a Slave - سالي هوكينز – Blue Jasmine - جينيفر لورانس – American Hustle - جوليا روبرتس – August: Osage County - جون سكويب – Nebraska                                                                                        |                    |
| أفضل نص سينمائي أصلي | أفضل نص سينمائي مقتبس |                    |
| - Her - سبايك جونز - American Hustle - ديفيد أو. راسيل وإريك وارن سنغر - Blue Jasmine - وودي آلن - Dallas Buyers Club - كريغ بورتن وميليسا والك - Nebraska - بوب نيلسون           | - 12 Years a Slave - جون ريدلي - Before Midnight - ريتشارد لينكليتر، جولي دلبي، إيثان هوك - Captain Phillips - بيلي راي - Philomena - ستيف كوغان وجيف بوب - The Wolf of Wall Street - تيرينس وينتر                                                    |                    |
| أفضل فيلم رسوم متحركة | أفضل فيلم بلغة أجنبية |                    |
| - Frozen - The Croods - Despicable Me 2 - Ernest and Celestine - The Wind Rises                                                                                                   | - The Great Beauty (إيطاليا) - The Broken Circle Breakdown (بلجيكا) - The Missing Picture (كمبوديا) - The Hunt (الدنمارك) - Omar (فلسطين) |                    |
| أفضل فيلم وثائقي | أفضل فيلم وثائقي قصير |                    |
| - 20 Feet from Stardom - The Act of Killing - Cutie and the Boxer - Dirty Wars - The Square                                                                                       | - The Lady in Number 6: Music Saved My Life - CaveDigger - Facing Fear - Karama Has No Walls - Prison Terminal: The Last Days of Private Jack Hall |                    |
| أفضل فيلم حي قصير | أفضل فيلم رسوم متحركة قصير |                    |
| - Helium - Aquel No Era Yo - Avant Que De Tout Perdre - Pitääkö Mun Kaikki Hoitaa? - The Voorman Problem                                                                          | - Mr. Hublot - Feral - Get a Horse! - Possessions - Room on the Broom |                    |
| أفضل موسيقى تصويرية | أفضل أغنية أصلية |                    |
| - ستيفن برايس – Gravity - جون ويليامز – The Book Thief - ويليام بتلر وأوين باليت – Her - ألكسندر ديسبلا – Philomena - توماس نيومان – Saving Mr. Banks                             | - "Let It Go" من فيلمFrozen – إيدينا منزل، كريستين اندرسون لوبيز وروبرت لوبيز - "Happy" من فيلم Despicable Me 2 – فاريل ويليامز - "The Moon Song" من فيلم 'Her – كارين أو وسبايك جونز - "Ordinary Love" من فيلم Mandela: Long Walk to Freedom – يو تو |                    |
| أفضل مونتاج صوتي | أفضل خلط أصوات |                    |
| - Gravity - All Is Lost - Captain Phillips - The Hobbit: The Desolation of Smaug - Lone Survivor                                                                                  | - Gravity - Captain Phillips - The Hobbit: The Desolation of Smaug - Inside Llewyn Davis - Lone Survivor |                    |
| أفضل تصميم إنتاج | أفضل تصوير سينمائي |                    |
| - The Great Gatsby - 12 Years a Slave - American Hustle - Gravity - Her | - Gravity – ايمانويل لوبزكي - The Grandmaster – فيليب لو سورد - Inside Llewyn Davis – برونو ديلبونيل - Nebraska – فيدون بابيمايكل - Prisoners – روجر ديكنز                                                                                            |                    |
| أفضل مكياج وتصفيف شعر | أفضل تصميم أزياء |                    |
| - Dallas Buyers Club - Jackass Presents: Bad Grandpa - The Lone Ranger | - The Great Gatsby – كاثرين مارتن - 12 Years a Slave – باتريشيا نوريس - American Hustle – مايكل ويلكينسون - The Grandmaster – ويليام شانغ - The Invisible Woman – مايكل أوكونور                                                                       |                    |
| أفضل مونتاج | أفضل تأثيرات بصرية | أفضل تأثيرات بصرية |
| - Gravity - 12 Years a Slave - American Hustle - Captain Phillips - Dallas Buyers Club                                                                                            | - Gravity - The Hobbit: The Desolation of Smaug - Iron Man 3 - The Lone Ranger - Star Trek Into Darkness |                    |

## أفلام نالت أكثر من ترشيح
نال 19 فيلم على أكثر من ترشيح لجوائز الأوسكار:
| الترشيحات | الفيلم                              |
| --------- | ----------------------------------- |
| 10        | American Hustle                     |
| 10        | Gravity                             |
| 9         | 12 Years a Slave                    |
| 6         | Captain Phillips                    |
| 6         | Dallas Buyers Club                  |
| 6         | Nebraska                            |
| 5         | Her                                 |
| 5         | The Wolf of Wall Street             |
| 4         | Philomena                           |
| 3         | Blue Jasmine                        |
| 3         | The Hobbit: The Desolation of Smaug |
| 2         | August: Osage County                |
| 2         | Despicable Me 2                     |
| 2         | Frozen                              |
| 2         | The Grandmaster                     |
| 2         | The Great Gatsby                    |
| 2         | Inside Llewyn Davis                 |
| 2         | The Lone Ranger                     |
| 2         | Lone Survivor                       |

## وصلات خارجية
- حفل توزيع جوائز الأوسكار السادس والثمانون على موقع IMDb (الإنجليزية)